# 咸炳善
咸 炳善（ハム・ビョンソン、함병선）は大韓民国の軍人、企業家。創氏改名による日本名は東原輝善。太極武功勲章授与者。

## 年譜
1920年5月30日、平安南道大同郡で鉄道公務員家庭の7男1女の4男として生まれる。父は咸光植、母は任氏（豊川任氏出身）。1936年4月、北蔚尋常小学校を経て熙川高等普通学校に進学。幼い頃から義侠心が強く孝行心が厚い少年で、運動が好きで剣道3段の所有者だった。学校の成績も優秀で郷里近辺では神童として話題になった。
1938年4月、熙川中学校を2学年の時に中退し、陸軍特別志願兵第1期生に合格。同年12月、陸軍兵志願者訓練所を修了して二等兵として朝鮮軍第20師団歩兵第77連隊に配属。初兵教育を終えると一等兵に進級し、日中戦争に参加した。配属部隊の任務は山西省一帯の討伐作戦と占領地警備であった。1939年8月1日、上等兵。華北の猛暑と風土病を乗り越えて宋哲元や閻錫山の軍を殲滅する部隊の尖兵として活躍した。敵弾が飛んでくる中、川幅20メートルの河川を単独で渡河して敵陣を突破する抜群の気魄と勇猛さを見せた。1940年4月、日中戦争の戦功で功7級金鵄勲章を受章。陸軍特別志願兵出身生存者の中で受章者第1号であった。1940年12月1日、伍長。
1941年7月に挺進連隊創設要員として選抜され、浜松陸軍飛行学校での地上準備訓練と白城子陸軍飛行学校での実降下訓練を経て、正式な部隊員資格を取得。同年11月、第1挺進団所属の挺進第1連隊に配属。
1941年12月、対米開戦決定と同時に第1挺進団に動員令が発令され、挺進第1連隊は南方軍司令部所属で12月19日に門司港を出港した。パレンバンを占領する強襲作戦に参加する予定だったが、輸送船の明光丸で船上火災が発生したため、代わりに挺進第2連隊が作戦に参加することになった。その後、挺進第1連隊は1942年4月のラシオ強襲作戦をはじめ、タイ、マレーシア、シンガポールなど様々な機動作戦に投入された。1943年6月から1944年8月まで挺進第1連隊は東部ニューギニアを担当する第18軍と協同でベナベナハーゲン（Benavena Hagen）強襲作戦に動員された。太平洋戦争中に咸炳善は、1942年1月1日に軍曹、1944年3月1日に曹長に進級。1944年3月、挺進連隊創設と共に特殊任務遂行の功労が認められ、勲7等瑞宝章を受章。
1945年8月15日、千葉県の駐屯地で終戦を迎え、8月26日に准尉階級で除隊した。
1946年1月15日、軍事英語学校卒業、任少尉（軍番10038番）。1947年、第2聯隊軍需参謀。1948年、第2旅団軍需参謀。1948年12月7日、第2聯隊長。麗水・順天事件や済州島四・三事件の鎮圧に参加。済州島の討伐では前任の宋堯讃が実施した強硬鎮圧を続け、裁判の手続きもなく住民は集団で射殺された。最も人的被害が多かった北村事件は第2聯隊によるものであった。
1949年3月3日、済州道地区戦闘司令部（司令官：劉載興大領）参謀長。宣撫工作を行い、自発的な下山または投降を誘導した。同年6月1日、任大領。同年6月20日、第2連隊は陸軍本部直轄から首都警備司令部に編入することになり、7月7日には済州を離れ仁川に撤収した。1950年6月20日、首都警備司令部から第6師団に編入することになり洪川に移動。
1950年6月、朝鮮戦争が勃発すると洪川、新寧などで勇戦。1950年7月13日から15日まで梨花嶺で兵力や装備で勝る人民軍第1師団を阻止。この功績で太極武功勲章を受章した。
1950年10月下旬、中国人民志願軍が参戦したとき、第2連隊がその矢面に立った。韓国軍の退路を遮断するために道の真ん中にタンクローリーが停められていたが、咸炳善は車を飛び降りてこれに放火し、その瞬間に起きた爆発で顔に重い火傷を負った。2週間の療養の後に第2師団長として復帰した。
1951年、太白山脈に浸透した北朝鮮軍遊撃隊を討伐した。1952年5月、少将。同年7月、教育総監兼全羅南道地区衛戍司令官。1953年、アメリカ陸軍指揮幕僚大学留学。
1954年7月、第2訓練所長。1955年1月、中将。1955年5月、第2軍団長。1957年7月、陸軍本部企画参謀副長。1959年1月、陸軍本部作戦参謀副長。1960年8月、国防研究院院長。1961年5月、国家再建最高会議企画委員会委員長。1961年7月4日、予備役編入。
1962年、韓進機械工業株式会社社長。
1966年、韓国海外開発公社社長。
1971年、朝工業会長。
1973年、朝一工業顧問。
1974年、大宇建設会長。
1976年3月、韓独ビール代表会長。
1991年、創軍及び6・25参戦同志会会長。
2001年2月5日、ソウル市内で81歳で逝去し、2月7日、遺骨は国立大田顕忠院の将軍1番墓域に埋葬された。

## 叙勲
- 射撃徽章 - 1939年4月[4]
- 功七級金鵄勲章 - 1940年4月29日[17]
- 支那事変従軍記章 - 1940年4月[4]
- 勲七等瑞宝章 - 1944年3月
- 剣術徽章 - 1945年8月[4]
- 精勤章 - 4回
- 太極武功勲章 - 1953年6月5日
- 乙支武功勲章
- 忠武武功勲章
- 花郎武功勲章
- レジオン・オブ・メリット - 1953年2月18日[18]